# Linje 301
Linje 301 er en bybuslinje i Hillerød, der kører mellem Ullerød og Kongens Vænge. Linjen er en del af Movias busnet. Linjen er udliciteret til DitoBus, der driver den fra sit garageanlæg på Industrivænget i Hillerød. I 2023 havde den 0,9 mio. passagerer.

## Historie
Buslinjen var tidligere linje 701. Buslinjen blev senere linje 301. Den originale linje 301 blev linje 311 efter erstatningen.

## Fakta
- Rute
  - Ålholmparken, Sløjfen - Harløsevej - Månepletvej - Frederiksværksgade - Slangerupgade - Nordstensvej - Hostrupsvej - Hillerød St. - Nordre Jernbanevej - Helsingørsgade - Skansevej - Dyrehavevej - Skovledet - Jespervej - Højager - Tolvkarlevej - Østervang - Kongens Vænge - Smedievej - Kongens Vænge[5]
- Stoppesteder
  - Ålholmparken, Sløjfen - Solbuen - Åbuen - Allékredsen - Hillerød Vest Skolen, Ålholm - Ullerød Kirke - Ullerød Brugs - Arresvej - Herluf Trolles Vej - Stutmestervej - Rådhusstræde - Frederiksborg Slot - Slotsarkaderne - Frederiksgade - Østergade - Hillerød St. - Helsingørsgade - Møllevang - Kirsebærbakken - Tamsborgvej - Nordsjællands Hospital, Hillerød - Psykiatrisk Hospital - Folevang - Skansevej - Jespervej - Kastaniehaven - Grønnevang Skole, Jespervej - Højager - Grønnevang Fritids- og Ungdomsklub - Grønnevang Kirke - Grønnevang Skole, Østervang - Kongens Vænge - Tolvkarlevej, Regionsgården - Regionsgården - Smedievej - Kongens Vænge, ATP-huset - Smedievej Midt - Texasvej - Kongens Vænge 133-173 - Kongens Vænge, ATP-huset[5]
- Vigtige knudepunkter
  - Hillerød St.[5]